# 南田县
29°07′54″N 121°59′10″E / 29.13177056485816°N 121.98600769042969°E
南田县是浙江省一个已经撤消的县，存县期间，范围包括今宁波市象山县的南田岛、高塘岛、花岙岛、檀头山、坦塘岛、渔山列岛等。

## 沿革
道光三年（1824年），宁波府海防同知移驻象山县石浦（亦有称石浦厅）。光绪初年，南田岛置开垦委员，宣统元年六月癸卯（1909年8月11日）于大佛头山麓改置为南田厅，设抚民通判，同年驻地移樊岙。
民国元年（1912年）2月，南田厅改置为南田县，县政府驻樊岙。4月，原石浦厅（废厅后并回象山县），即象山县东溪岭以南地划入南田县，县府迁治石浦。民国二年（1913年）石浦等地复归象山县，南田县还驻樊岙。
民国29年（1940年）7月1日，南田县撤消，合宁海县、临海县部分地区合置三门县，县府移至今六敖健康塘。1952年原南田县所属区域从三门县划出，重新划归象山县，仅满山（岛屿）仍划归三门县，并成为三门县、象山县和宁海县的海上界岛。

## 历任县长（县知事）
- 王士桢（1912—   )
- 孙乃泰（冠生）
- 吕耀钤
- 陈炳日
- 梁翼镐